# Åmells konsthandel

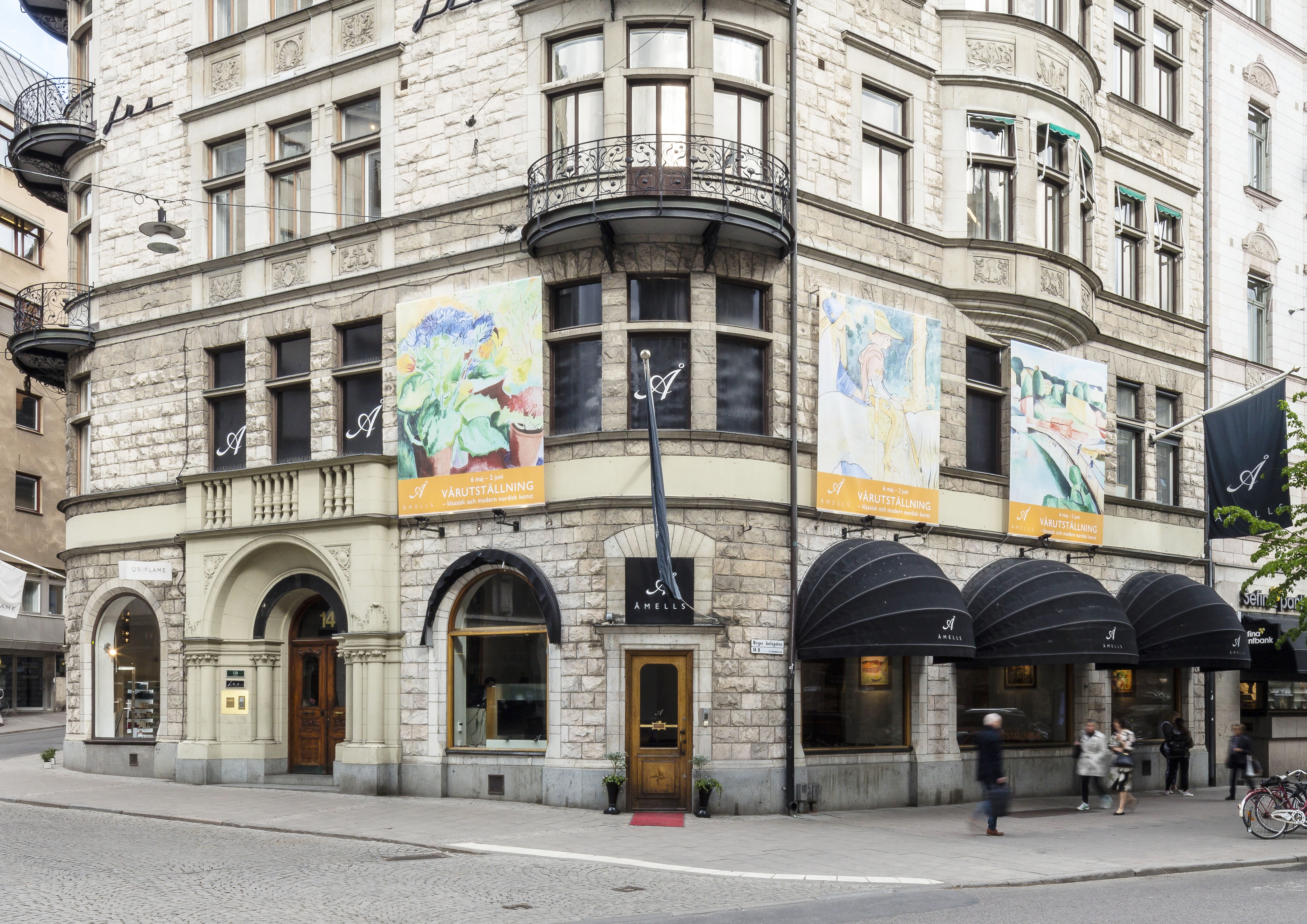
Åmells konsthandel, Birger Jarlsgatan 14.

Åmells konsthandel  är en konsthandel i Stockholm, sedan 1994 belägen på Birger Jarlsgatan 14. 

## Verksamhet
Företaget är världsledande inom skandinavisk konst och har en expertis som sträcker sig över måleri, skulptur, antikviteter, fotografi och samtidskonst. I galleriet visas årligen ett antal kuraterade separat- och grupputställningar med konstverk som är till salu. Åmells fungerar också som en kanal för personer, företag och institutioner som önskar sälja sin konst. Företaget arbetar på den internationella marknaden med skandinavisk konst, såsom att presentera svensk konst i USA.

## Historik
Åmells Handelsbolag grundades 1920 (och nuvarande aktiebolag 1961) i Härnösand av Nils Magnus Åmell (1885–1968) och specialiserade sig då främst på antikviteter. Redan 1922 fick Nils Magnus Åmell möjlighet att ta över den så kallade Hybinettska affären i Stockholm, vilket innebar en ny tid i företagets historia. Sedan dess har verksamheten legat i Stockholm. Nils Magnus företog en mängd resor inom och utom Sverige för att köpa och sälja konst och kulturföremål. De många äventyr och resor som han var med om som antikhandlare kom han 1955 att samla i boken "Från pottskåp till praktmöbler" (Wahlström & Widstrand). Efter att sonen Åke Åmell (1915–2010) övertog antikhandeln kom verksamheten att få en tydligare inriktning mot konst och exklusiva antikviteter. Nuvarande innehavare, Verner Åmell, är barnbarn till konsthandelns grundare och har återigen ändrat sättet som konsten visas på genom att arrangera kuraterade utställningar med åtföljande kataloger och konstböcker.